# Panicum pandum
Panicum pandum är en gräsart som beskrevs av Jason Richard Swallen. Panicum pandum ingår i släktet vipphirser, och familjen gräs. Inga underarter finns listade i Catalogue of Life.